# Viktorija Kutuzova
Viktorija Kutuzova (ukrainsk: Вікторія Кутузова; født 19. august 1988 i Odessa, Sovjetunionen) er en tidligere professionel tennisspiller fra Ukraine.